# Harold West
Harold Ernest West (født 10. december 1899, død 7. august 1973) var en britisk roer.
West roede for Thames Rowing Club og var med til at vinde Kingston Regattaen i dobbeltsculler i 1921, hvorpå han året efter sammen med Karl Vernon blev nummer to i Henley-regattaen. De følgende år opnåede han flere topresultater i dobbeltsculleren, og han roede i flere forskellige bådtyper ved Henley gennem årene. Det bedste resultat kom, da han var en del af den otter, der vandt løbet i 1927 og 1928.
Til OL 1928 i Amsterdam sendte briterne meget naturligt Henley-vinderne fra Thames til otter-løbet. Besætningen bestod ud over West af Felix Badcock, Jamie Hamilton, Guy Nickalls, Donald Gollan, Harold Lane, Gordon Killick, Jack Beresford og styrmand Arthur Sulley. Briterne sejrede i de første tre runder, mens de var oversiddere i semifinalen. I finalen mødte de de forsvarende mestre fra OL 1924 og 1920, USA, der med sejrede mere end to sekunders forspring, så briterne fik sølv, mens den tabende semifinalist, Canada, fik bronze.

## OL-medaljer
- 1928:  Sølv i otter